# Phlebotomus pholetor
Phlebotomus pholetor är en tvåvingeart som beskrevs av Quate och David Fairchild 1961. Phlebotomus pholetor ingår i släktet Phlebotomus och familjen fjärilsmyggor. Inga underarter finns listade i Catalogue of Life.